# Taipeiul Chinez
Taipeiul Chinez (chineză: 中華台北; engleză Chinese Taipei) este numele sub care Republica Chineză (Taiwan) este cunoscută la
evenimente culturale și sportive, printre care sunt Jocurile Olimpice, Jocurile Paralimpice, Universiada, concursul Miss Univers, Jocurile Asiatice și Campionatul Mondial de Fotbal. Numele a fost ales în cadrul rezoluției Comitetului Olimpic Internațional de la Nagoya din noiembrie 1979, acceptată de Taiwan în anul 1981.